# حلیةالمتقین
حِلْیَة المُتَّقین (به معنای زینت پرهیزکاران) یکی از کتب فارسی علامه مجلسی است که راجع به آداب و سنن و اخلاق نوشته شده. این کتاب در ۲۶ ذیحجه سال ۱۰۸۱ (قمری) نوشته شده است. موضوع کتاب عبارت است از اخلاق و آداب و سنن اسلامی که از منابع شیعی در ۱۴ فصل فراهم آمده است.

## دربارهٔ کتاب
کتاب حلیه المتقین در چهارده باب نوشته شده که هریک به بیان جزئیات انجام امور شخصی و اجتماعی می‌پردازد. برای مثال باب چهارم که خود شامل دوازده فصل است جزئیاتی را پیرامون آداب جماع با همسران بیان می‌کند. مؤلف با ارجاع به احادیث امامان شیعه، برای آمیزش اوقاتی را تعیین می‌کند:
حضرت صادق علیه السلام فرمود که جماع مکن در اول ماه و میان ماه و آخر ماه که باعث این می‌شود که فرزند سقط شود و نزدیکست که اگر فرزندی بهم رسد دیوانه باشد یا صرع داشته باشد نمی‌بینی کسی را که صرع می‌گیرد اکثر آنست که یا در اول ماه یا در آخر ماه می‌باشد.